# Duitse Rijksdagverkiezingen 1930
De Rijksdagverkiezingen van 1930 vonden op 14 september 1930 plaats.
Op 18 juli 1930 ontbond rijkspresident Paul von Hindenburg de Rijksdag (Reichstag), nadat dit laatste orgaan de door het minderheidskabinet-Brüning (ZENTRUM) doorgevoerde noodverordening (Notverordnung) afwees. De verkiezingen resulteerden in licht verlies voor de Sociaaldemocratische Partij van Duitsland (Sozialdemokratische Partei Deutschlands) - die niettemin de grootste partij in de Rijksdag bleef - en winst voor de Nationaalsocialistische Duitse Arbeiderspartij (Nationalsozialistische Deutsche Arbeiterpartei) van Adolf Hitler die van 12 zetels in 1928 naar 107 zetels stegen, een winst van 95 zetels. De NSDAP werd de tweede partij van Duitsland. De belangrijkste reden voor de winst van de NSDAP was de crisis van de jaren 30. Grote winst was er ook voor de Communistische Partij van Duitsland (Kommunistische Partei Deutschlands) die op 77 zetels kwam, een winst van 23 zetels. Van de grote gematigde partijen wist alleen de rooms-katholieke Duitse Centrumpartij (Deutsche Zentrumspartei) (een lichte) winst te boeken.

## Uitslag
| Partij                                                                                            | %     | zetels    |
| ------------------------------------------------------------------------------------------------- | ----- | --------- |
| Sociaaldemocratische Partij van Duitsland (Sozialdemokratische Partei Deutschlands)               | 24,5% | 143 (-10) |
| Nationaalsocialistische Duitse Arbeiderspartij (Nationalsozialistische Deutsche Arbeiterpartei)   | 18,2% | 107 (+95) |
| Communistische Partij van Duitsland (Kommunistische Partei Deutschlands)                          | 13,1% | 77 (+23)  |
| Duitse Centrumpartij (Deutsche Zentrumspartei)                                                    | 11,8% | 68 (+7)   |
| Duitse Nationale Volkspartij (Deutschnationale Volkspartei)                                       | 7,0%  | 41 (-32)  |
| Duitse Volkspartij (Deutsche Volkspartei)                                                         | 4,5%  | 30 (-15)  |
| Rijkspartij van de Duitse Middenstand (Reichspartei des deutschen Mittelstandes)                  | 3,9%  | 23 (-)    |
| Duitse Staatspartij (Deutsche Staatspartei)                                                       | 3,8%  | 20 (-5)   |
| Christelijk-Nationale Boeren- en Landvolkpartij (Christlich-Nationale Bauern- und Landvolkpartei) | 3,1%  | 19 (+10)  |
| Beierse Volkspartij (Bayerischer Volkspartei)                                                     | 3,0%  | 19 (+2)   |
| Christelijk-Sociale Volksdienst (Christlich-Sozialer Volksdienst)                                 | 2,5%  | 14 (+14)  |
| Duitse Boerenpartij (Deutsche Bauernpartei)                                                       | 1,0%  | 6 (-2)    |
| Conservatieve Volkspartij (Konservative Volkspartei)                                              | 0,8%  | 4 (+4)    |
| Rijkspartij voor Volksrecht en Revaluatie (Reichspartei für Volksrecht und Aufwertung)            | 0,8%  | 0 (-2)    |
| Landbond (Landbund)                                                                               | 0,6%  | 3 (-)     |
| Duits-Hannoveraanse Partij (Deutsch-Hannoversche Partei)                                          | 0,4%  | 3 (-1)    |
| Overigen                                                                                          | 0,9%  | 0 (-)     |
| Bron: dhm.de                                                                                      |       |           |
| Totaal                                                                                            | 100%  | 577       |